# Лающие собаки никогда не кусают
«Лающие собаки никогда не кусают» (кор. 플란다스의 개) — независимая южнокорейская чёрная комедия, вышедшая на экран в 2000 году. Режиссёр и сценарист фильма — Пон Джун Хо. Это его режиссерский дебют. Оригинальное корейское название фильма отсылает к произведению «Нелло и Патраш», которое очень популярно в некоторых частях Восточной Азии.
Ли Сончже играет безработного профессора колледжа, которого раздражает собачий лай в его жилом доме, и который решает проблему с помощью похищения и убийства собак. Тем временем, молодая женщина (которую играет Пэ Дуна), работающая в соседнем жилом комплексе, решает остановить преступника, похищающего животных.

## Сюжет
Ко Юн-цу — безработный профессор, живущий в большом жилом комплексе со своей беременной женой Юн-Сил. Юн-цу изо всех сил пытается стать профессором университета и переживает напряженные отношения с Юн-Сил. В поисках громко лающего пса одного из соседей, который сводит его с ума, он находит Ши-тцу без присмотра. Он пытается сбросить собаку с крыши, но останавливается, когда туда приходит пожилая женщина, чтобы высушить редьку. Вместо этого он относит собаку в подвал и, будучи не в состоянии повесить ее, запирает ее в шкафу.
Пак Хён-Нам, ленивая бухгалтерша, жаждущая прославиться, после того как она и ее подруга Сун Чанг-ми увидели по телевизору новостной репортаж о кассирше, которая была вознаграждена за то, что предотвратила ограбление. Маленькая девочка приходит на работу к Хён-Нам с листовками, которые она хочет повесить, чтобы найти свою пропавшую собаку, Ши-тцу. Юн-цу продолжает слышать лай и замечает старуху с крыши вместе с ее чихуахуа, которая всё это время и являлась источником шума. Позже он видит объявление о пропавшем Ши-тцу, который не мог лаять из-за операции на горле. Осознав свою ошибку, ночью он идет в подвал, чтобы освободить собаку из шкафа, но прячется, когда входит дворник. Юн-цу с ужасом наблюдает, как уборщик вытаскивает из ящика мертвого Ши-тцу, готовит и ест его.
На следующий день Юн-цу подкрадывается к старухе и крадет ее собаку. Хён-нам, которая вышла вместе со своей подругой на крышу, становится свидетельницей того, как Юн-цу сбрасывает собаку с крыши соседнего здания. Видя возможность поймать преступника и обрести славу, Хён-Нам преследует Юн-цу, но теряет сознание, после того как ударяется о не вовремя открывшуюся дверь, что позволяет Юн-цу скрыться. Старушка приходит на работу к Хён-Нам с объявлением о пропавшей собаке, и когда Хён-Нам показывает ей тело чихуахуа, сброшенной с крыши, та теряет сознание от шока и попадает в больницу. Хён-нам заставляет уборщика похоронить чихуахуа, но как только она уходит, он выкапывает тело и относит его в подвал, чтобы приготовить тушеное мясо. Когда он уходит, чтобы достать приправы к мясу, бездомный, живущий в подвале, просыпается от запаха мяса и пробует его на вкус. Когда дворник вернулся вместе с приправой, он обнаружил, что его тушеное мясо пропало.
В то время как Юн-цу изо всех сил пытается найти деньги, чтобы дать взятку ректору и стать профессором, Юн-сил, потерявшая работу, приходит домой с пуделем. Юн-Сил проявляет больше привязанности к собаке, которую она называет Бэби, чем к своему мужу, и относится к Юн-цу как к слуге. Выгуливая Бэби в парке, Юн-цу отвлекается и теряет из виду пуделя. Когда Юн-Сил ругает его за то, что он потерял собаку, Юн-цу злится и обвиняет ее в бездумной трате денег. Юн-Сил со слезами говорит ему, что она купила собаку за небольшую часть её выходного пособия и планирует отдать всё остальное Юн-цу, чтобы тот мог дать взятку ректору и стать профессором. Потрясенный, Юн-цу отправляется на работу к Хён-нам, которая предлагает ему помочь в поисках и они вместе расклеивают объявления о пропавшем пуделе по всему району.
Во время того как Хён-Нам отчитывает начальник за её лень и небрежность в работе, она узнает, что старушка умерла от шока, после потери её любимой чихуахуа. Так как старуха не имела семьи, она оставляет письмо для Хён-Нам, в котором она сообщает, что та может забрать редьку, которая осталась сушиться на крыше. Когда Хён-Нам поднялась на крышу, чтобы забрать редьку, она обнаружила там Бэби вместе с бездомным мужчиной, который похитил её после того, как распробовал вкус собачьего мяса. Хён-Нам спасает собаку, что злит бездомного, и тот преследует её через весь жилой комплекс. Ситуацию спасает Чанг-ми, которая ловким ударом вырубила бездомного. Полиция арестовывает похитителя, и Хён-Нам возвращает Бэби Юн-йу.
Хён-Нам смотрит телерепортаж о пропавших собаках, но не видит упоминаний о себе, что оставляет её в недоумении. Позже, той же ночью, Хён-Нам встречает пьяного Юн-цу, сидящего на тротуаре. Юн-цу, чувствуя вину за беспокойство, которое он причинил, признается ей, что это он убил собак, но та ему не верит.
Некоторое время спустя мы видим, что Юн-цу стал профессором и преподаёт в университете. А Хён-Нам отправилась в долгожданный поход по лесу вместе со своей подругой.

## В ролях
- Ли Сончже — Ко Юн-йу, молодой ученый, борющийся за то, чтобы стать профессором
- Пэ Ду На — Пак Хён-нам, ленивая работница по обслуживанию квартир, которая стремится стать знаменитой
- Ким Хо Юнг — Юн-Сил, беременная жена Юн-йу
- Бьюн Хи-Бонг — уборщик, который крадет потерянных и мертвых собак и использует их как тушеное мясо
- Иди Су-хи — Сун Чанг-ми, продавщица в магазине игрушек и подруга Хён-нам
- Ким Рой-ха — бомж, который живет в подвале жилого комплекса
- Ким Чин Гу — старушка, жительница квартиры, хозяйка чихуахуа

## Критика и отзывы
На агрегаторе рецензий Rotten Tomatoes этот фильм получил оценку 67 %, основанную на шести обзорах, со средней оценкой 8/10. На Metacritic фильм получил среднюю оценку 66 из 100, основанную на 7 положительных отзывах.
В 2019 актриса Пэ Ду На, рассказала в интервью, что фильм содержал самый запоминающийся эпизод в ее карьере, в котором ей пришлось гнаться за преступником по всему жилому комплексу.